# لين كانوكا - وليامز
لين كانوكا - وليامز (née Kanuka ؛ ولد في 11 يوليو 1960) هي رياضية كندية من ريجينا ، ساسكاتشوان. تنافست في سباقات 3000 م، بالإضافة إلى عدد أقل من سباقات 1500 م.
شاركت باسم كندا في دورة الألعاب الأولمبية الصيفية لعام 1984 التي أقيمت في لوس أنجلوس، الولايات المتحدة على مسافة 3000 متر حيث فازت بالميدالية البرونزية (في السباق حيث وقع الحادث بين ماري ديكر وزولا بود). بعد أربع سنوات في سيول ، كوريا الجنوبية، احتلت المركز الخامس في سباق 1500 متر. بالإضافة إلى ذلك، حصلت على ميدالية برونزية في بطولة العالم للعدو الريفي عام 1989.

## وصلات خارجية
- لين كانوكا - وليامز على موقع الاتحاد الدولي لألعاب القوى (الإنجليزية)
- لين كانوكا - وليامز على موقع الاتحاد الكندي لألعاب القوى (الإنجليزية)
- لين كانوكا - وليامز على موقع اللجنة الأولمبية الدولية (الإنجليزية)
- لين كانوكا - وليامز على موقع أوليمبيديا (الإنجليزية)
- لين كانوكا - وليامز على موقع اللجنة الأولمبية الكندية (الإنجليزية)
- لين كانوكا - وليامز على موقع اتحاد ألعاب الكومنولث (مؤرشف) (الإنجليزية)